# Воля-Рафаловска (Мазовецкое воеводство)

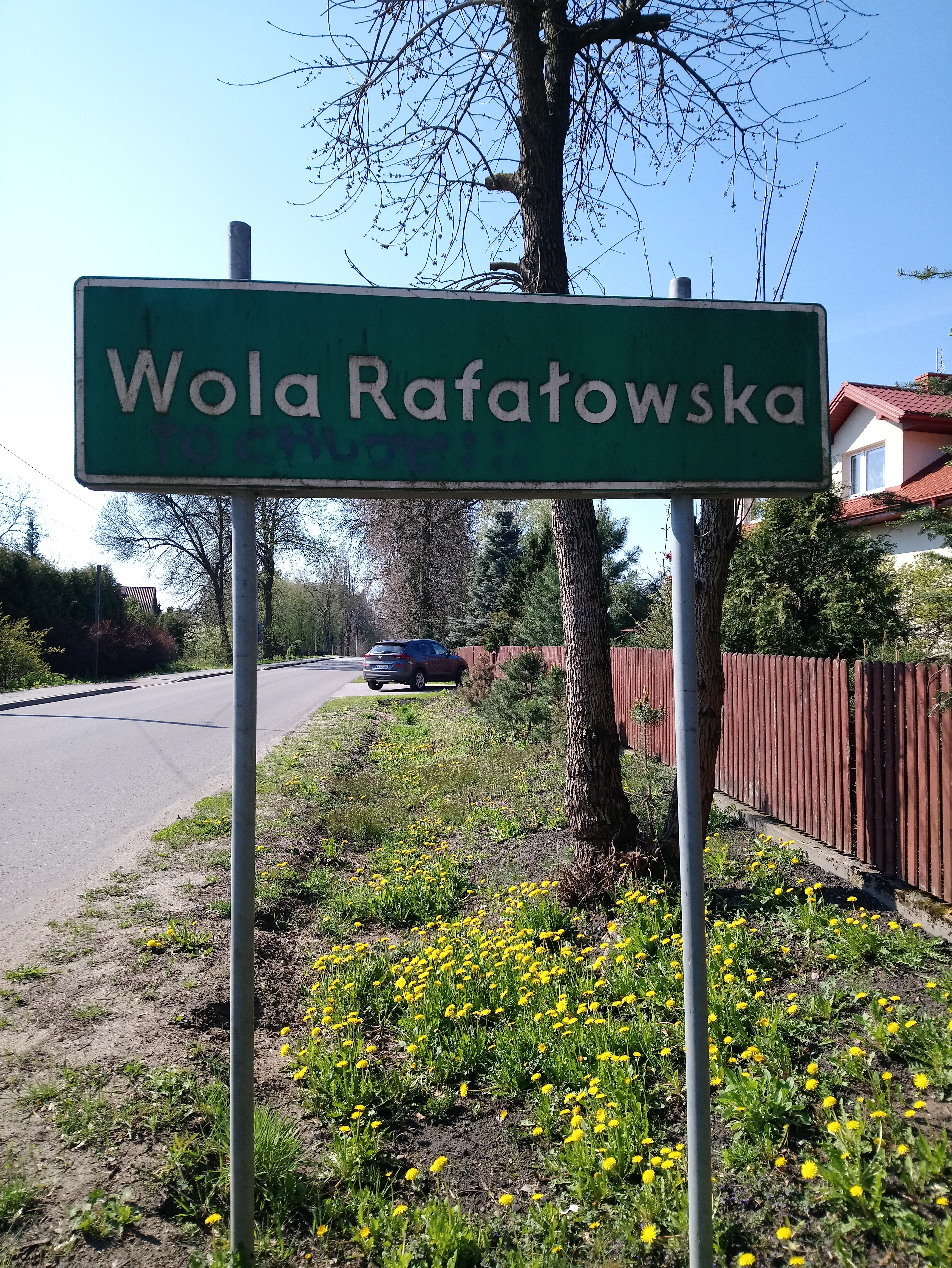

Воля Рафаловска (пол. Wola Rafałowska) — деревня в Польше, расположенная в гмине Мрозы Миньском повета Мазовецкого воеводстве. Расположена примерно в 3 км к юго-востоку от Мрозы, в 18 км к востоку от Минска Мазовецкого и в 57 км к востоку от Варшавы.
До 1954 года — административный центр сельской гмины Куфлев. В 1975—1998 годах административно входила в состав Седлецкого воеводства. Деревня принадлежит гмине Мрозы. В деревне есть универсальный магазин.

## Население
По данным переписи населения и жилищного фонда 2011 года, население села Воля Рафаловска составляет 349 человек.

## История
Термин «воля» часто появлялся в названиях мазовецких деревень ещё в 15 веке. Эти деревни были созданы в соответствии с немецким законодательством с целью освоения сельскохозяйственных лесов. В начальный двадцатилетний период жители этих поселений (как правило, свободное население — иногда иммигранты-колонисты, обычно немцы) были освобождены от всех бремен, связанных с разделом земли, таких как арендная плата, налоги и другие сборы.
Некоторые люди сегодня отождествляют деревню «Wola Rafałowska», которая существует до сих пор, с «Ruską» — или «Rudzką Wolą», упоминаемой в 16 веке, где «в 1576 году Адам Оборский, владелец Куфлево, имел 3 ланы земли». Однако на карте 19 века (от 1831 г.) это село называется «Budy». Название «Budy» может ассоциироваться с застроенным местом, зданием, местом обитания, местом поселения строителей, где была расчищена полоса леса, чтобы можно было построить первые постройки. Вторая часть названия: «Rafałowska» может быть образована от имени знатного Рафала, который поселился в этом месте со своей семьей и слугами. Можно добавить, что до послевоенных времен (до 1954 г.) гмина Куфлево располагалась не в Куфлево, а на Woli Rafałowskiej.
По данным 1888 г., деревня «Wola Rafałowska» состояло из деревни и хутора. В нём проживало 252 человека, а площадь пахотных земель составляла 401 акр (224,5 га) усадьбных и 614 акров (343,8 га) крестьянских.

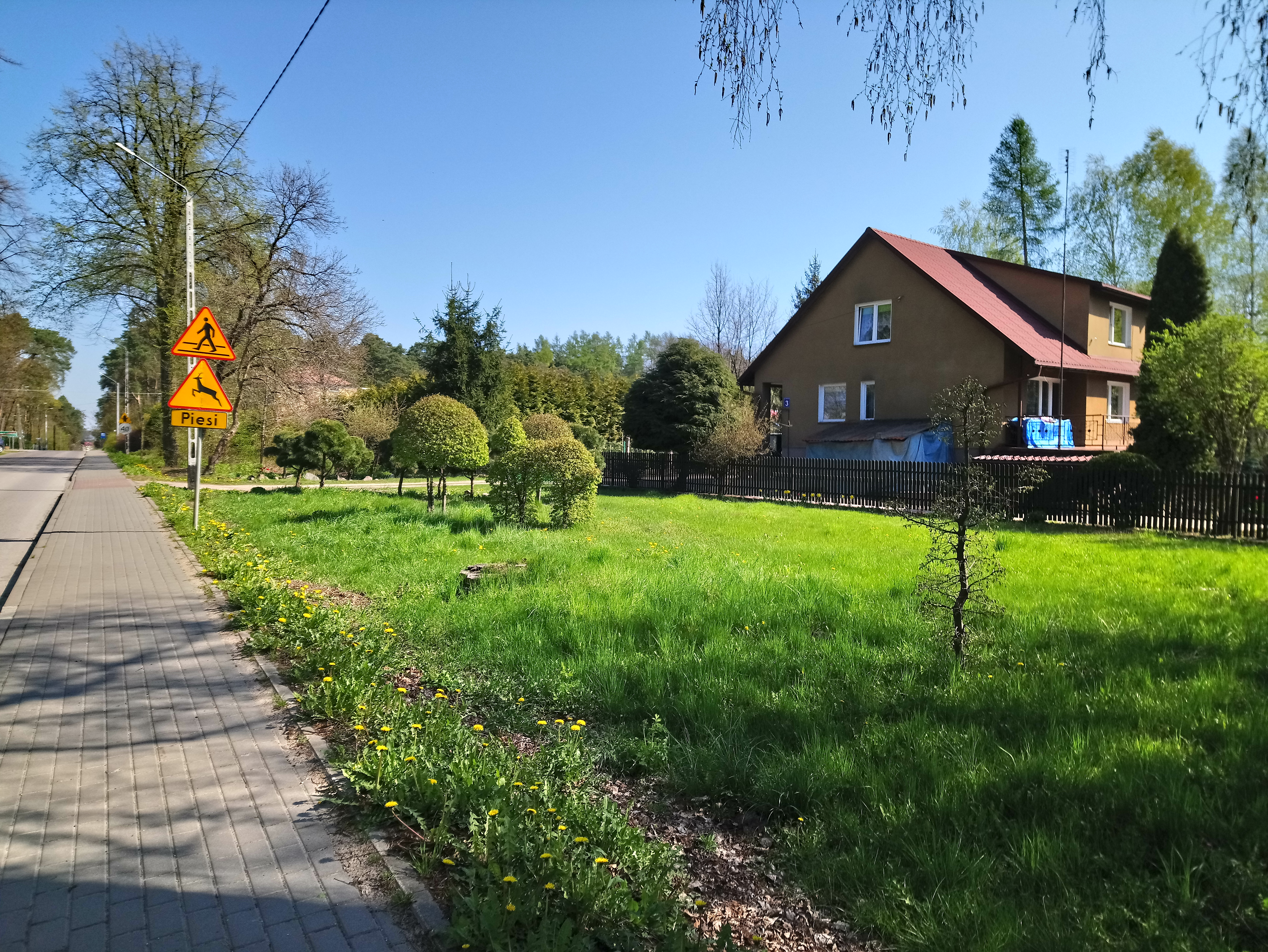

### В XX веке
Перед Первой мировой войной и в межвоенный период — благодаря своему ландшафту и природным ценностям — Воля Рафаловска пользовалась интересом многих творцов культуры, особенно писателей и художников, которые приезжали сюда на отдых, летние курорты, мероприятия на свежем воздухе и т. д. Гостями, посетившими Волю Рафаловску, были (в разные периоды), например: Войцех Герсон, Хенрик Пёнтковский, Анна Берентова, Здзислав Ясинский, Бронислав Ковалевский, Хенрик Громбекский и Станислав Масовский с его женой, Станислав Массовский и его сын Мацей. В Воли Рафаловской (где он бывал почти ежегодно летом с 1903 по 1924 год — сначала с семьей Цирана, а затем — с Юзефом Калиновским) многочисленные пейзажные и декоративные этюды Станислава Масловского (в основном акварельные, такие как «Грыка», «Жупин», "Маки «, „Чоджар“, „Сосна“, „Малва“ и многие другие).

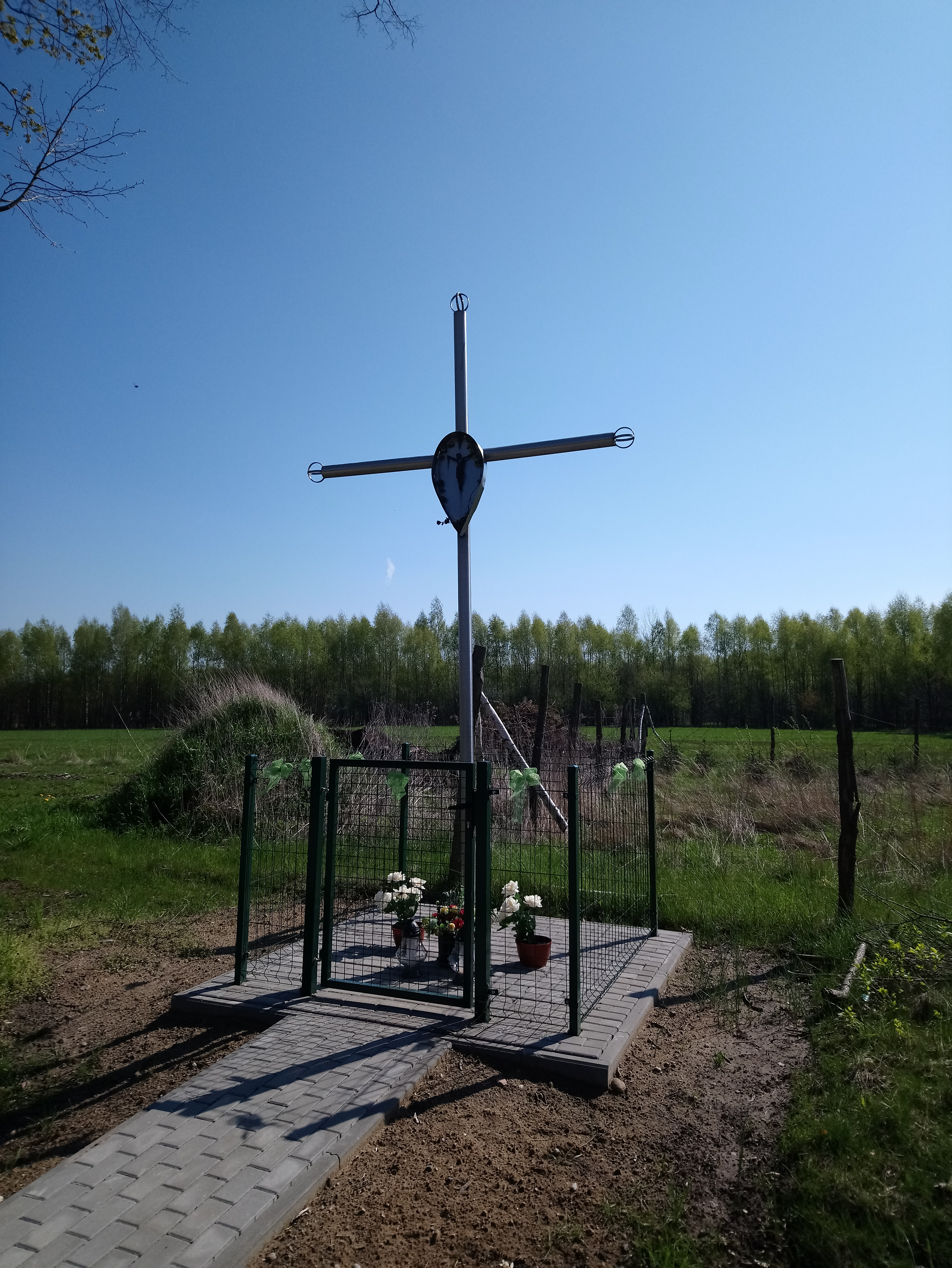

Среди работ Генрика Громбекского особого внимания заслуживает портретный этюд одного из местных фермеров, у которого он жил, под названием „Jeziórski“, датированный 1916—1920 гг. И воспроизведенный в цитируемой работе Мацея Масловского. На Воле Рафаловской было создано множество других картин этого художника — пейзажи и портреты, такие как: „Патетический пейзаж“, „Сумерки“, „Анастасия“, „Орлинский“, „Серая жизнь“, многочисленные этюды и пейзажные маки и цветы, сосны.
В 1945 году в Воле Рафаловской состоялась церемония выхода Армии Крайовой из подполья. В воспоминаниях о немецкой оккупации (с 1939 по 1944 год) и преступлениях НКВД и служб национальной безопасности после вступления Красной Армии (с 1944 года) Воля Рафаловска описывается как одна из „самых патриотичных и лучших“ тайных деревень Минского повета». Поэтому следует особо отметить участие жителей Воли Рафаловской в спасении узников лагеря НКВД в Рембертове в ночь с 20 на 21 мая 1945 года. «Вихуры» — Эдварда Василевского также участвовали в диверсионном отряде из 12 человек из близлежащего Мрозов во главе со вторым лейтенантом. «Вихра» — Эдмунд Жвидерский (всего 44 партизана). Среди них были два жителя Воли Рафаловской: Чеслав Заторский (он же «Багут») и Владислав Качоровский (он же «Качор»).

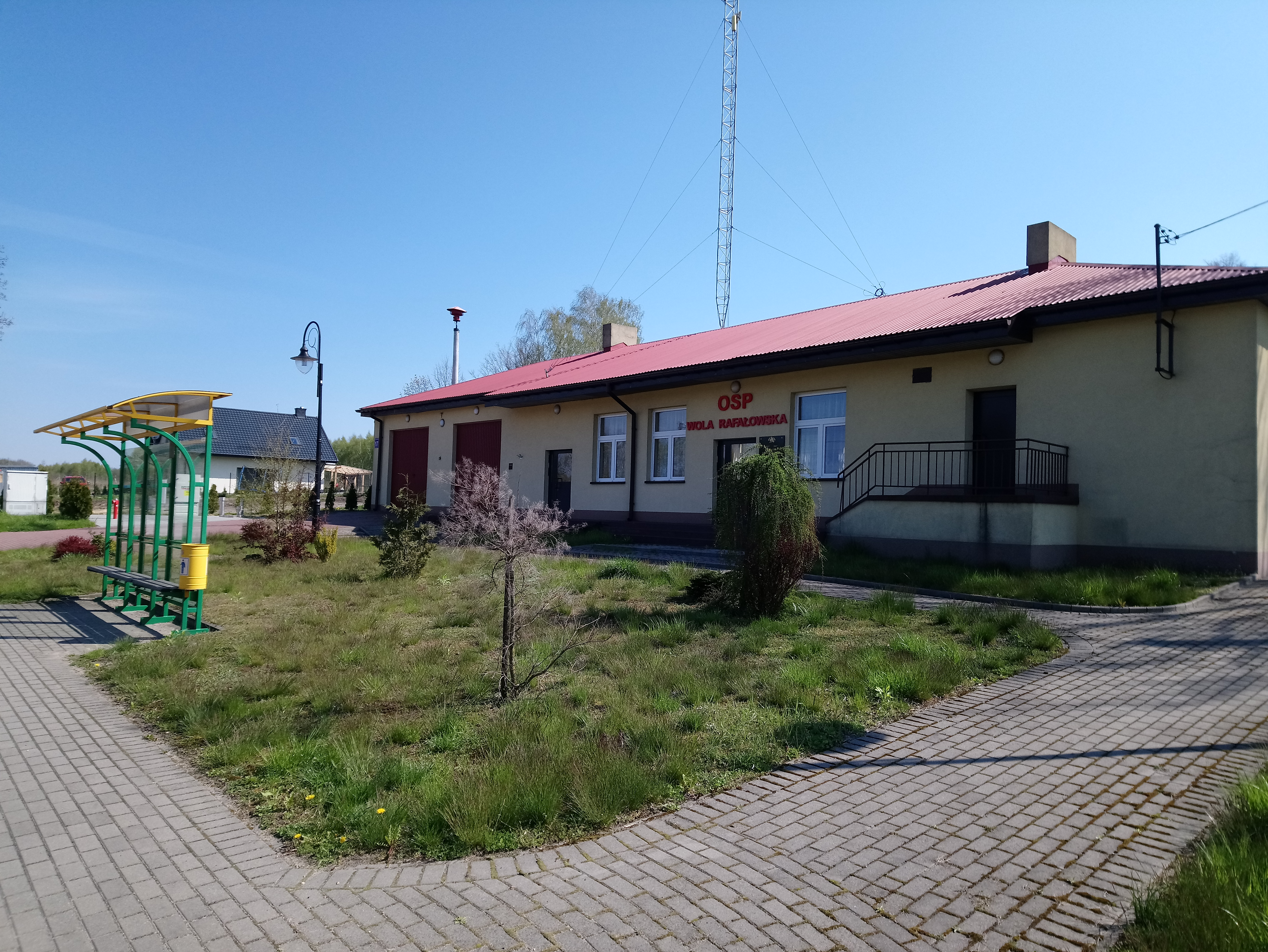

## Достопримечательности
На Воле Рафаловской находится историческая придорожная часовня, основанная в 1851 году — к 20-летию Ноябрьского восстания, ознаменовавшая активное участие местного населения в этом восстании. Часовня представляет собой деревянную четырёхгранную бревенчатую конструкцию, бревенчатую (дощатую), с шатровой (шатровой) крышей, покрытой черепицей, увенчанной кованым крестом. Помимо входной двери, расположенной в передней фасадной стене, со стеклом в верхней части, в боковых стенах есть два круглых застекленных окулуса.
Кроме того, среди местных построек есть неиспользуемые в настоящее время постройки, такие как: домики (халупы) 19 века и кран-колодец.

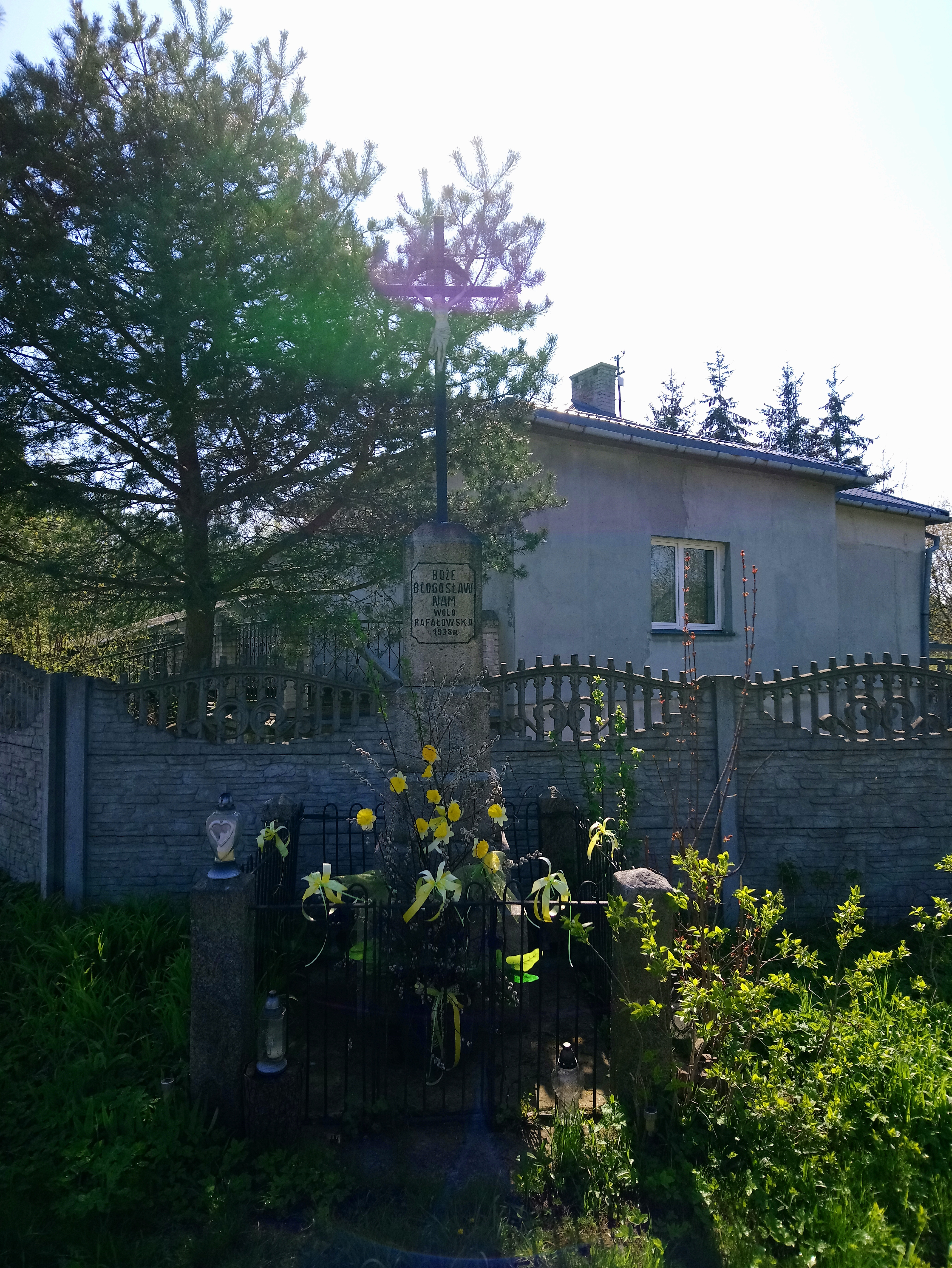
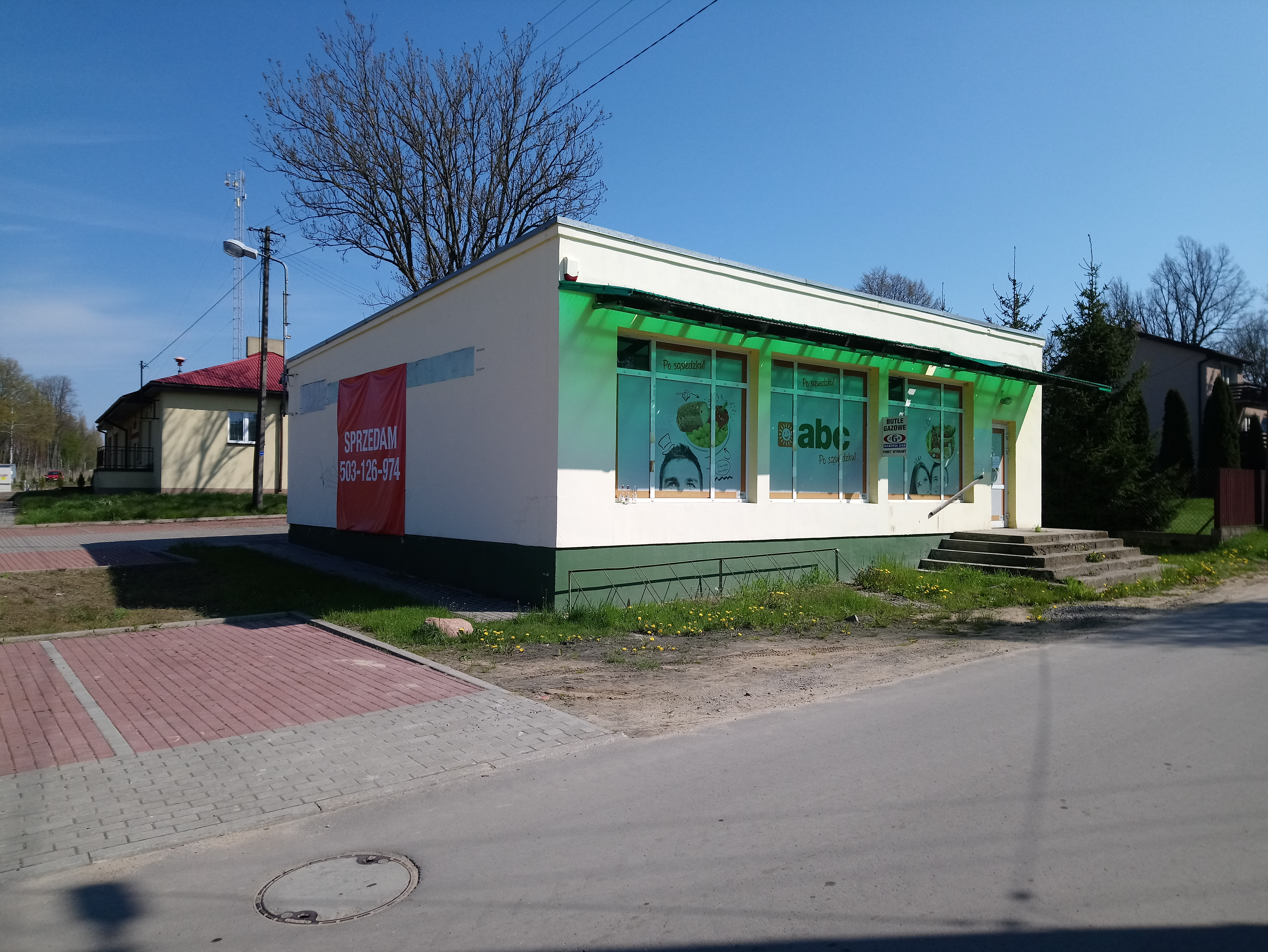
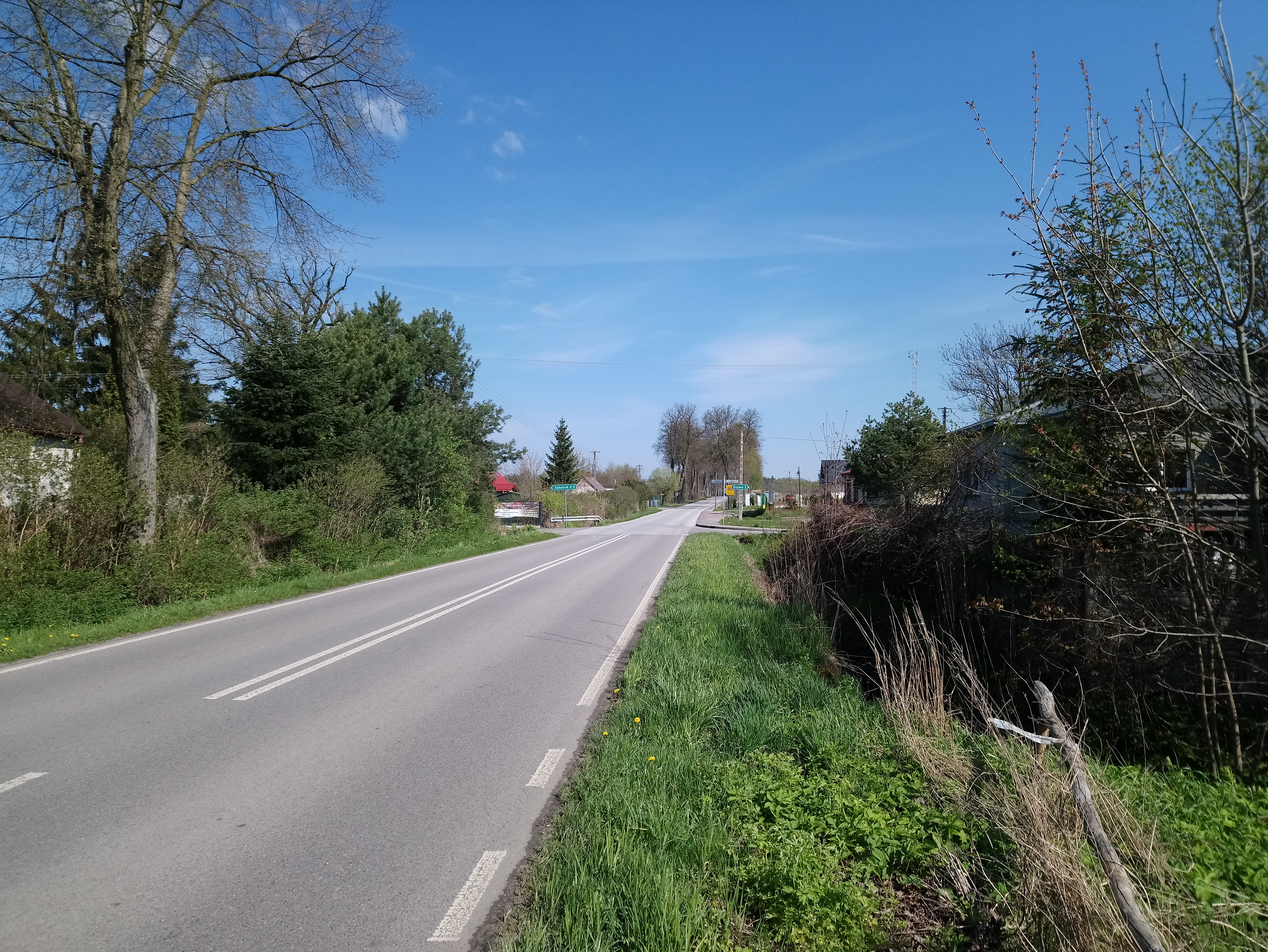
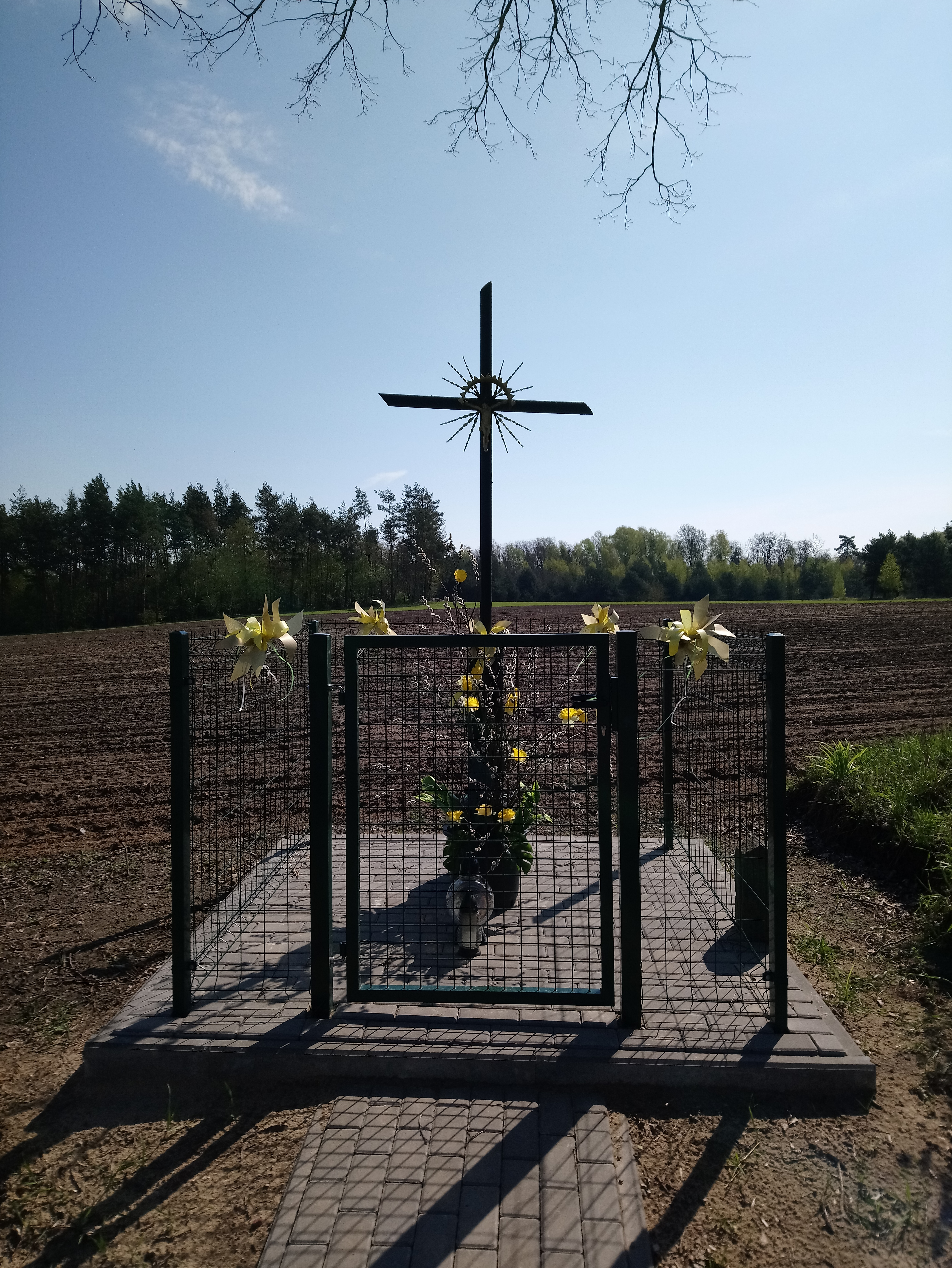